# Lance Kerwin
Lance Kerwin (Newport Beach, 6 de novembro de 1960 – San Clemente, 24 de janeiro de 2023) foi um ator norte-americano.

## Biografia
Foi um dos principais atores-mirim da década de 1970, trabalhando em Little House on the Prairie, Cannon, Gunsmoke, Escape to Witch Mountain, Wonder Woman, The Bionic Woman, Salem's Lot.
Na década seguinte, seus trabalhos diminuíram muito, com algumas participações na TV como em Faerie Tale Theatre e Murder, She Wrote e no filme Enemy Mine. Sua última atuação como ator foi em Outbreak, numa pequena participação. Depois deste trabalho, em 1995, desistiu de atuar, mudando-se para Kauai, no Havaí, onde virou pastor e trabalhou no ramo de turismo.
O ator, em 1989, foi preso por porte de drogas e em 2010, foi condenado a cinco anos e 300 horas de serviço comunitário por fralde no sistema de saúde do estado do Havaí.
Morreu em 24 de janeiro de 2023, aos 62 anos de idade, em San Clemente.